# Parlamento do Cazaquistão
O Parlamento da República do Cazaquistão (em cazaque: Азацстан Республикасының Парламентц) é o órgão legislativo bicameral do Cazaquistão. É composto pelo Senado (câmara alta) e o Majilis (câmara baixa).

## Composição

### Senado
O Senado é a câmara alta do Parlamento. É composto por 34 membros eleitos: dois de cada região e dois de três cidades: Almati, Astana e Shymkent. Outros 15 membros são nomeados pelo Presidente do Cazaquistão com o objetivo de garantir a representação para todos os diversos componentes nacionais e culturais da sociedade. O mandato dos membros do Senado é de 6 anos.

### Majilis
O Majilis é a câmara baixa do Parlamento. É composto por 107 membros dos quais 9 dos assentos são reservados à Assembleia do Povo do Cazaquistão. As eleições dos membros de Majilis são realizadas a cada 5 anos, a menos que uma eleição parlamentar seja convocada mais cedo e sejam eleitas através de representação proporcional da lista partidária com um limite eleitoral necessário de 5% para ganhar assentos.